# Christian Gomis (Fußballspieler, 2000)
Christian Gomis (* 9. August 2000 in Pikine, Senegal) ist ein senegalesisch-spanischer Fußballspieler. Der Stürmer steht beim FC Winterthur unter Vertrag.

## Karriere
Gomis wurde im Senegal geboren und wuchs in der andalusischen Stadt Almería in Spanien auf. Als 15-Jähriger folgte er 2015 seinem Vater nach La Chaux-de-Fonds in der Westschweiz und spielte unter anderem in der Jugendabteilung von BEJUNE (Bern/Jura/Neuchâtel). In der Saison 2018/19 spielte er für den FC La Chaux-de-Fonds in der Promotion League, der dritthöchsten Spielklasse der Schweiz, wobei ihm 4 Tore gelangen. Im August 2019 wechselte er in die vierthöchste Schweizer Liga, die 1. Liga, zum FC Biel-Bienne, wo er aber nur zu sechs Einsätzen kam. 2020 heuerte er innerhalb derselben Liga beim waadtländischen Verein Vevey-Sports an, wo ihm in der ersten Saison 6 Tore in 13 Spielen gelangen. In der zweiten Saison steigerte er diesen Wert auf 13 Tore in 24 Spielen, woraufhin ihn Stade Nyonnais aus der Promotion League verpflichtete. Auch dank Gomis’ 14 Toren in 27 Ligaspielen gelang Nyon 2023 sensationell der Aufstieg in die Challenge League. Auch hier konnte sich Gomis durchsetzen; in 36 Ligaspielen stand er 31 Mal in der Startelf und schoss 7 Tore.
Am 8. Juli 2024 verkündete der Super-League-Club FC Winterthur, es sei ihm gelungen, Gomis „trotz Konkurrenzangeboten“ mit einem Dreijahresvertrag zu verpflichten. Bereits am ersten Spieltag, am 29. Juli, kam Gomis im Heimspiel gegen den FC St. Gallen zu seinem Debüt in der höchsten Spielklasse. Er wurde in der 62. Minute gegen Aldin Turkes eingewechselt und gab in der 70. Minute die Vorlage zum siegbringenden 1:0 durch Matteo Di Giusto. In den folgenden Spielen vermochte er Trainer Ognjen Zaric jedoch nicht zu überzeugen und fungierte ab Oktober nicht mehr im Kader der ersten Mannschaft. Erst als Zaric in der Winterpause durch Uli Forte als Trainer ersetzt wurde, kam er wieder zu Einsatzzeiten. Am 9. Februar 2025 gelang ihm im Auswärtsspiel gegen den FC Luzern sein erstes Tor für Winterthur.